# 김지연 (1978년 3월)
김지연(1978년 3월 1일 ~ )은 1997년 제41회 미스코리아 진(眞)이다. 키는 172cm이고 체중은 50kg이다. 그녀의 현재 주요 거주지는 대한민국 서울인데 전년도(1996년) 미스코리아 진 이은희(2017년 이지안으로 개명)와 고등학교 동창이다.
2003년 4월 12일, 배우 이세창과 결혼하였으나 2013년 4월 이혼하였는데 결혼하면서 한동안 방송활동을 자제해 왔다가 2006년 《 MBC 베스트극장 '문제적 그녀'》로 안방극장 복귀를 했으며 현재 배우로 활동 중이다.

## 학력
- 분당고등학교 졸업
- 서울예술대학 방송연예과 (97학번, 학사) 졸업

## 연기 활동

### 드라마
- 1998년 MBC 수목드라마 《대왕의 길》 ... 화완옹주 역
- 1998년 MBC 농촌드라마 《전원일기》 ... 단역
- 1998년 MBC 청춘시트콤 《시트콤 남자 셋 여자 셋》 ... 공포의 빨간내복 김지연 역
- 1998년 MBC 일요아침드라마 《사랑밖엔 난 몰라》
- 1998년 MBC 아침드라마 《사랑을 위하여》
- 1998년 MBC 코미디드라마 《여자 대 여자》
- 1998년 MBC 수목드라마 《해바라기》 ... 신경과 의국장 박상희 역
- 1998년 SBS 일일연속극 《미우나 고우나》 ... 정미선 역
- 1998년 MBC 토요시트콤 《아니 벌써》 ... 성연주 역
- 1999년 SBS 일요시트콤 《LA아리랑》
- 1999년 SBS 주말극장 《젊은 태양》 ... 정말희 역
- 1999년 SBS 일요아침드라마 《달콤한 신부》 ... 차윤희 역
- 2000년 MBC 청춘시트콤 《가문의 영광》
- 2000년 SBS 일요드라마 《카이스트》 ... 최다은 역
- 2002년 KBS1 TV소설 《인생화보》 ... 이정림 역
- 2006년 MBC 단막극 《MBC 베스트극장 - 나의 문제적 그녀》
- 2006년 KBS2 아침드라마 《아줌마가 간다》 ... 민효주 역

### 영화
- 2002년 《서울》 ... 윤경희 역
- 2002년 《몽중인》 ... 하나꼬 역

## 방송
- 1997년 MBC 《테마게임 - 과거》
- 1997년 KBS1 《TV는 사랑을 싣고》
- 2006년 MBC 《기분 좋은 날》(이재용 아나운서, 탤런트 김혜리, 방송인 정은영과 공동진행)
- 2008년 tvN 《발칙한 상상-아내가 결혼했다》
- 2010년 스토리온 《이사고 - 부부의 법칙》
- 2012년 스토리온 《김원희의 맞수다》

## 가족 관계
- 배우자: 이세창(1970년 2월 17일 ~ ) - 2003년 결혼, 2013년 이혼
  - 딸: 이가윤 (2005년 1월 28일생)

## 같이 보기
- 1997년 미스코리아
- 미스코리아 서울
- 미스 유니버스